# مقاتلة الجيل الجديد
مقاتلة الجيل الجديد (بالإنجليزية: New Generation Fighter)‏ أختصاراً إن جي إف (NGF)، هي مقاتلة من الجيل السادس ما زالت تحت التطوير من قبل شركة داسو للطيران وشركة إيرباص للدفاع والفضاء والتي ستحل في نهاية المطاف محل الجيل الحالي من مقاتلات داسو رافال، ومقاتلات ألمانيا من طراز يوروفايتر تايفون ومقاتلات اسبانيا من طراز إف/إيه-18 هورنت في ألمانيا حوالي 2035-2040.
ستدمج إن جي إف كنظام مع أنظمة العنصر المقاتل في، فإن نظام أسلحة الجيل التالي (NGWS) يتألف من NGF و «الجناحين» غير المأهولة، في حين يشمل النظام الجوي القتالي المستقبلي الأوسع NGWS وجميع الأصول الجوية الأخرى في المستقبل معارك العمليات.
كما يجري تطوير محرك نفاث جديد يدعى المحرك المقاتل الأوروبي التالي (بالإنجليزية: Next European Fighter Engine (NEFE))‏.
تم عرض نموذج للطائرة في «يورونافال» (Euronaval) في عام 2018. وهي طائرة بجناح دلتا، ولا تحتوي على مثبتات عمودية أو أسطح كانانرد. وبدون سطوح عمودية حتى لا تعكس الرادار بشكل أفقي، وسيتم تخفيض المقطع العرضي للرادار الجانبي كذلك. لديها مآخذ الهواء مستطيلة مثل إف-22. ويشبه هذا النموذج ما قدمته داسو بالفعل والمعروف باسم «طائرة الجيل الجديد الأوروبية» في فيديو ترويجي بعنوان «أجنحة لأوروبا». “Wings for Europe”. وستكون أيضاً قادرة على حملها وسوف تطير من حاملة الطائرات المستقبلية التابعة لشركة البحرية الوطنية (Marine Nationale).
في معرض برلين الجوي لعام 2018، أعلنت شركة داسو للطيران وشركة إيرباص عن اتفاق للتعاون في تطوير طائرة مقاتلة خفية كبديل لرافال الفرنسية، ويوروفايتر الألمانية، وإف/إيه-18 هورنتالإسبانية، والتي تسمى نظام الطيران المستقبلي (بالإنجليزية: Future Combat Air System (FCAS))‏. من المتوقع إجراء أول رحلة تجريبية في حوالي عام 2025 ودخول للخدمة في حوالي عام 2040.